# Excellent Walaza
Excellent Walaza (Soweto, 8 de abril de 1987) é um futebolista profissional sul-africano que atua como atacante.

## Carreira
Excellent Walaza representou o elenco da Seleção Sul-Africana de Futebol no Campeonato Africano das Nações de 2008.